# Dorfkirche Polzow

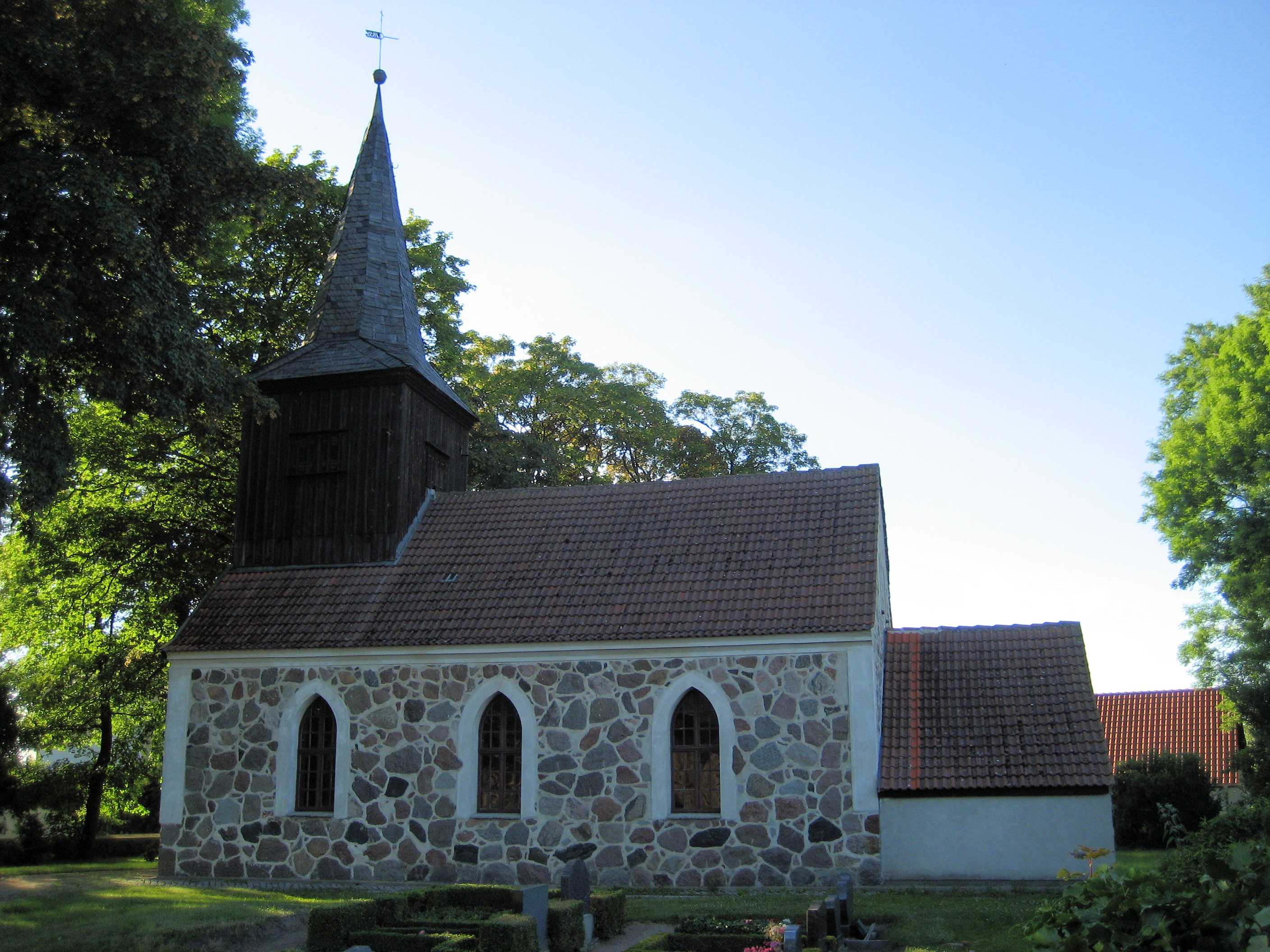
Die Kirche von Polzow

Die Dorfkirche Polzow ist eine Kirche in der Gemeinde Polzow, im Landkreis Vorpommern-Greifswald im Bundesland Mecklenburg-Vorpommern.

## Kirchengemeinde
Polzow ist eines von elf Kirchdörfern der Dorfkirche Zerrenthin im evangelischen Pfarrsprengel Zerrenthin und gehörte bis 1974 zum Kirchenkreis Brüssow der Kirchenprovinz Mark Brandenburg bzw. der Evangelischen Kirche in Berlin-Brandenburg. Von 1974 bis 2012 gehörte sie zum Kirchenkreis Pasewalk der Pommerschen Evangelischen Kirche. Seit Mai 2012 ist es Teil der Propstei Pasewalk im Pommerschen Evangelischen Kirchenkreis des Sprengel Mecklenburg und Pommern (Sitz des Sprengel-Bischofs in Greifswald) der Evangelisch-Lutherischen Kirche in Norddeutschland. Katholische Kirchenglieder, die in Rossow wohnen, sind in die Pfarrei St. Otto Pasewalk-Strasburg-Viereck integriert, die Teil des Dekanats Vorpommern im Erzbistum Berlin ist.

## Geschichte, Baubeschreibung und Ausstattung

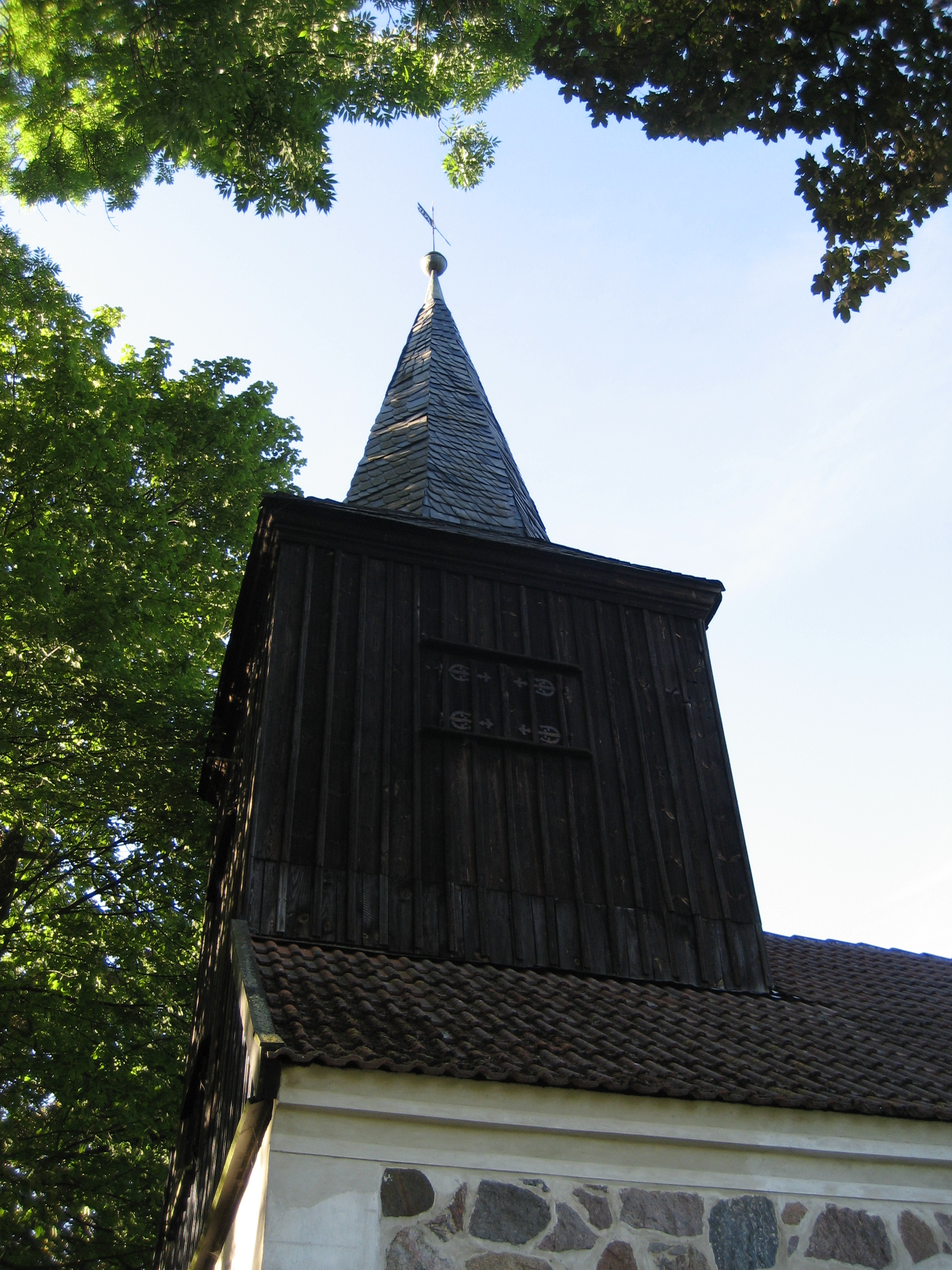
Der verbretterte Dachturm über dem Westgiebel der Kirche

Die Dorfkirche Polzow ist ein aus behauenen Feldsteinen errichteter rechteckiger Saalbau aus dem 16. Jahrhundert und hat über ihrem Westgiebel einen verbretterten Dachturm, der vermutlich erst nachträglich im 18. Jahrhundert erbaut wurde. Die Fenster und das Eingangsportal an der Westseite wurden im 19. Jahrhundert neugotisch verändert. An der Ostseite der Kirche befindet sich eine kleine Leichenhalle, im Giebel der Ostseite befinden sich zwei kleine Spitzbogenfenster. Die Kirche mit dem Kirchhof, auf dem sich auch der Friedhof befindet, wird von einer Feldsteinmauer begrenzt. Die Kirche wurde 2004 grundlegend renoviert und danach wieder eingeweiht.
Der Innenraum besitzt eine Flachdecke und zeigt biblische Szenen aus dem Alten Testament und Rankenornamente. Die Bemalung stammt vermutlich, genauso wie das Abendmahl an der Ostwand, von Erich Kistenmacher aus Berlin aus dem Jahr 1910 oder nach anderen Angaben 1914/15. Die Kanzel mit Rückwand und Schalldeckel stammt aus dem 17. Jahrhundert und hat im Korb Blendfelder zwischen Säulen.
Die einzige Glocke der Polzower Kirche wurde 1704 von Johann Jacob Schulz aus Berlin gegossen.